# Malouy
Malouy ist eine französische Gemeinde mit 171 Einwohnern (Stand: 1. Januar 2022) im Département Eure in der Region Normandie. Sie gehört zum Arrondissement Bernay und zum Kanton Bernay. 

## Geografie
Malouy liegt auf der Grenze des Pays d’Ouche zum Lieuvin, acht Kilometer nordwestlich von Bernay. Umgeben wird Malouy von den Nachbargemeinden Duranville im Norden und Nordwesten, Le Theil-Nolent im Norden und Nordosten, Courbépine im Osten, Saint-Martin-du-Tilleul im Süden sowie Bournainville-Faverolles im Westen.
Durch die Gemeinde führt die Autoroute A28.
| Jahr      | 1962 | 1968 | 1975 | 1982 | 1990 | 1999 | 2006 | 2013 |
| --------- | ---- | ---- | ---- | ---- | ---- | ---- | ---- | ---- |
| Einwohner | 115  | 100  | 95   | 119  | 125  | 98   | 105  | 150  |

## Sehenswürdigkeiten

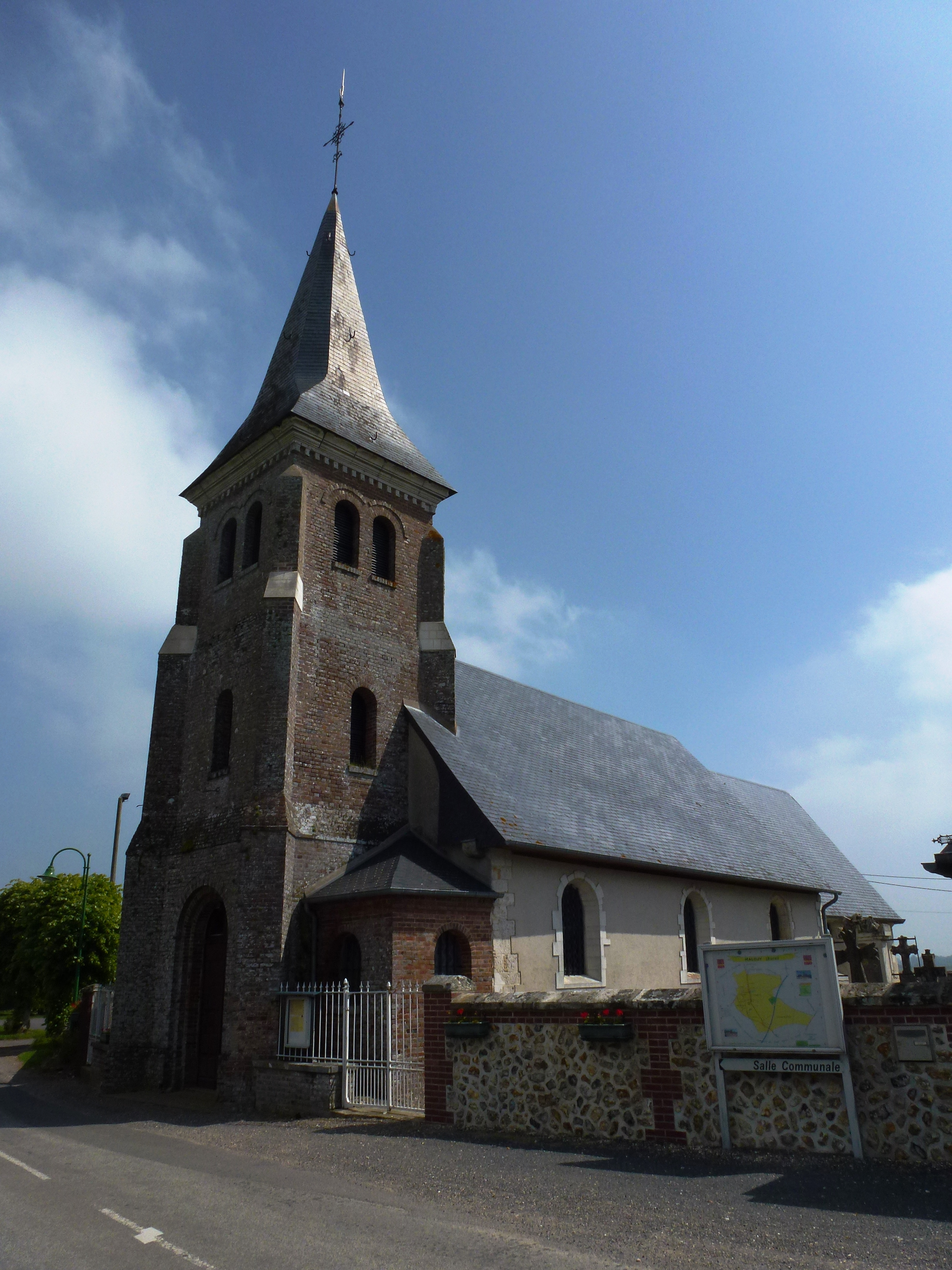
Kirche Notre-Dame

- Kirche Notre-Dame